# Liste der Monuments historiques in Séné
Die Liste der Monuments historiques in Séné führt die Monuments historiques in der französischen Gemeinde Séné auf.

## Liste der Bauwerke
| Bezeichnung                 | Beschreibung | Standort                        | Kennzeichnung | Schutzstatus | Datum | Bild |
| --------------------------- | ------------ | ------------------------------- | ------------- | ------------ | ----- | ---- |
| Croix de la Brassée (Kreuz) |              | Le Bois de Saint-Laurent (Lage) | PA00091739    | Inscrit      | 1929  |      |
| Kreuz                       |              | Montsarrac (Lage)               | PA00091740    | Inscrit      | 1929  |      |
| Dolmen von Gornevèse        |              | Bodilin Le Gorneveze (Lage)     | PA00091741    | Classé       | 1968  |      |

## Liste der Objekte
- Monuments historiques (Objekte) in Séné in der Base Palissy des französischen Kultusministeriums